# Деалу Маре (Гушоени)
Деалу Маре (рум. Dealu Mare) насеље је у Румунији у округу Валча у општини Гушоени. Oпштина се налази на надморској висини од 325 m.

## Становништво
Према подацима из 2011. године у насељу је живело 105 становника.